# Stronghold Crusader
Stronghold Crusader je samostatný datadisk, rozšiřující hru od Firefly Studios z roku 2001 Stronghold a sám nevyžaduje instalaci původní Stronghold. Od svého předchůdce se liší tím, že se neodehrává v Evropě, ale na Blízkém východě během křížových výprav. Také přibylo několik arabských jednotek, budov a počítačových soupeřů. Hra obsahuje čtyři historické kampaně o celkem dvaceti scénářích, křížovou výpravu o padesáti provázaných bojových misích a mnoho map pro samostatný scénář. Dále také editor pro výrobu vlastních map a multiplayer. Pohled na mapu je z ptačí perspektivy a dá přiblížit, či upravit pohled ze čtyř směrů.

## Jednotky

### Křižáčtí vojáci
Křižáci se verbují v kasárnách a ke svému zrekrutování potřebují příslušné zbraně, proto může trvat déle než u Arabů, než se postaví evropské vojsko. Jsou celkem nenároční na peníze a je jich celkem více, než arabských žoldnéřů. Některé doplňkové evropské jednotky je mohou verbovat ještě v spolku techniků, sídle razičů nebo katedrále.
- Evropský lučištník
  - požadavky: luk
  - stanoviště: kasárna
  - pořizovací cena: 12 zlaťáků

Evropský lučištník je lehkou levnou střeleckou jednotkou. Jeho výhodou je především jeho rychlost a cena. Nemá žádné brnění, a proto moc nevydrží. Je ideální obrannou jednotkou v kombinaci se střelci s kuší. Je účinný zejména proti jednotkám, které nemají brnění. Je schopný kopat vodní příkop.
- Kopiník
  - požadavky: kopí
  - stanoviště: kasárna
  - pořizovací cena: 8 zlaťáků

Kopiník je levná pěší jednotka která se dá použít do první linie. Je celkem rychlý a v obranném nebo útočném postoji se může sám od sebe rozběhnout. Jeho sprint hráč nemůže ovládat. Jeho síla spočívá v kvantitě. Nemá brnění, proto skoro nic nevydrží. Je schopný lézt na žebříky a kopat vodní příkop.
- Voják s palcátem
  - požadavky: palcát a lehká zbroj
  - stanoviště: kasárna
  - pořizovací cena: 20 zlaťáků

Voják s palcátem je ideální jednotka pro frontální útok. Díky své lehké zbroji je odolnější než Kopiník, zejména vůči lukostřelcům. Je výjimečně rychlý a dává velké poškození. Je schopný lézt na žebříky a kopat vodní příkop.
- Střelec s kuší
  - požadavky: kuše a lehká zbroj
  - stanoviště: kasárna
  - pořizovací cena: 20 zlaťáků

Střelec s kuší je ideální obranná střelecká jednotka. Díky své zbroji je velmi pomalý a jeho kuše se pomalu nabíjí. Za to však jeho střely jsou velmi přesné a účinné i proti obrněným jednotkám. Dost vydrží a dá velkou práci ho z hradeb sestřelit. K útoku se vůbec nehodí, protože nejspíš zemře ještě dříve, než stihne vystřelit. Neleze na žebříky ani nekope vodní příkop.
- Halapartník
  - požadavky: halapartna a brnění
  - stanoviště: kasárna
  - pořizovací cena: 20 zlaťáků

Halapartník je jednotka určená k obraně hradu, díky svému brnění hodně vydrží, ale halapartna není ideálním útočným nástrojem, kterým by se způsobovalo velké poškození. Je rychlý jako střelec s kuší a může kopat vodní příkop, neleze však na žebříky.
- Rytíř
  - požadavky: meč a brnění
  - stanoviště: kasárna
  - pořizovací cena: 40 zlaťáků

Elitní jednotka každého vojska. Je nejpomalejší jednotka ze hry, jeho útok je však zdrcující a také hodně vydrží. Hodí se k obraně ale i k útoku. Nekope vodní příkop ani není schopný vylézt na žebřík.
- Rytíř na koni
  - požadavky: meč, brnění a kůň
  - stanoviště: kasárna
  - pořizovací cena: 40 zlaťáků

Rytíř na koni velmi rychlá a odolná jednotka. Kvůli svému koni není schopný vylézt ani na hradby, natož na žebřík a kopat příkop. Nevyleze proto ani na sídlo lorda a nehodí se proto jako hlavní jednotka pro úplnou likvidaci nepřítele. Hodí se spíše pro záškodnické útoky na nepřátelskou ekonomiku.
- Technik
  - požadavky: žádné
  - stanoviště: spolek techniků
  - pořizovací cena: 30 zlaťáků

Technici jsou jednotky sloužící ke stavbě obléhacích strojů. Nemají brnění, proto nic nevydrží a při napadení se vůbec nebrání. Je schopný kopat vodní příkop a neleze na žebříky.
- Muž s žebříkem
  - požadavky: žádné
  - stanoviště: spolek techniků
  - pořizovací cena: 4 zlaťáky

Tato levná jednotka nese žebřík, po kterém mohou některé jednotky vylézt na nepřátelské hradby. Je velmi rychlý, ale nic nevydrží a není schopný vykopat vodní příkop.
- Razič
  - požadavky: žádné
  - stanoviště: sídlo razičů
  - pořizovací cena: 30 zlaťáků

Raziči jsou jednotky určené k obléhání nepřátelského hradu. Vykopou tunel až k nepřátelským hradbám, kde následně svůj tunel strhnou a tak hradby poškozují. Jsou relativně rychlí, ale než zmizí pod zemí jsou při kopání tunelu zranitelní. Díky svému krumpáči se dají použít jako slabá útočná jednotka.
- Mnich
  - požadavky: žádné
  - stanoviště: katedrála
  - pořizovací cena: 10 zlaťáků

Mnich je pomalá a levná jednotka, moc toho nevydrží a ani nemá velký útok, přesto ve větším množství se s ním dá zaútočit. Hráči ho většinou najímají ve chvílích, kdy je jejich hrad ve smrtelné křeči, kdy nejsou zbraně a na žoldáky nejsou peníze, jako poslední obrannou linii.

### Arabští žoldáci
Na rozdíl od evropských jednotek Arabové nepotřebují ke svému najmutí zbraně. Jediným kritériem pro jejich nájem jsou peníze. Žoldáky používají všichni arabští hrdinové a v omezené míře někteří křižáci. Arabské jednotky nejsou z valné většiny přesným ekvivalentem svých evropských protějšků. Všechny jsou k mání ve stanovišti žoldnéřů.
- Arabský lučištník
  - pořizovací cena: 75 zlaťáků

Jednotka na první pohled stejná jako evropský lučištník. Liší se jen tím, že nekope vodní příkop. Je také o trochu odolnější (vydrží například ránu z balisty na věžích nebo z kuše, zatímco evropský lučištník ani jednu) a střílí rychleji.
- Střelec z praku
  - pořizovací cena: 12 zlaťáků

Střelec z praku je nejlevnější střelec ve hře. Má malý dostřel a způsobuje malá zranění, přesto ve větším počtu dokáže napáchat velké škody. Podobně jako lučištníci je účinný proti jednotkám, které nemají brnění.
- Otrok
  - pořizovací cena: 5 zlaťáků

Otrok je nejlevnější pěší jednotka ve hře. Je ozbrojen hořící pochodní a používá se ve větším počtu při útoku na nepřátelské budovy, které zapálí. Když má nepřítel mnoho hořlavých bodů blízko sebe, tak mu stačí zapálit jednu a oheň mu zničí celý hrad. Jsou velmi zranitelní především vůči lučištníkům. Jako jediné arabské jednotky jsou schopny vykopat vodní příkop.
- Nájemný vrah
  - pořizovací cena: 60 zlaťáků

Nájemný vrah je taktickou útočnou jednotkou. V blízkosti nepřátel se dokáže částečně zneviditelnit a uniknout nepřátelské pozornosti. Používá kotevní háky, díky kterým vyšplhá na nepřátelské hradby a otevře brány.
- Arabský bojovník
  - pořizovací cena: 80 zlaťáků

Stěžejní jednotka arabského pěšího útoku. Nemá těžké brnění jako evropský rytíř, proto je i o něco rychlejší, ale je více zranitelný, zejména vůči střelcům z kuše. Výhodný když je málo železa.
- Lučištník na koni
  - pořizovací cena: 80 zlaťáků

Jediný útočný střelec ve hře. Díky svému oři je lučištník na koni velmi rychlý a na rozdíl od všech ostatních střelců dokáže střílet za jízdy. Je také odolnější než ostatní lučištníci. Velmi efektivní při větším množství, když jich máte hodně, dokážou nepřátelský hrad doslova "vystřílet".
- Vrhač ohně
  - pořizovací cena: 100 zlaťáků

Nejdražší jednotka ve hře. Je velmi pomalý a má malý dostřel. Na své nepřátele vrhá láhve s řeckým ohněm, čímž je velmi účinnou zbraní při obraně hradu.

### Lord
Lord je hlavní osobou v hradu. Během bojových misí, nebo momentálního ohrožení je jeho místo na svém sídle. V dobách míru, nebo mapách jen pro stavění se lord potuluje kolem usedlosti po celé mapě. Jde ho označit a nařídit mu, aby se přesunul, kam chce hráč. Rovněž může bojovat a žádná jednotka se mu sama o sobě nemůže rovnat, vůči početní přesile je však zranitelný. V běžných bojových misích jde každému hráči o to, zabít nepřátelského hrdinu a nenechat si zabít svého. Lordova smrt většinou znamená konec hry (pokud tvůrcem mapy není nastaveno jinak).

## Hrdinové
Stronghold crusader původně obsahuje osm počítačových soupeřů, tři Araby a pět křižáků. Někteří z nich byli již v ostatních verzích Strongholdu. Kromě nich se ještě na internetu dají sehnat i bonusoví králové a kteří se musejí do hry instalovat. Každý z hrdinů staví jiný hrad a každý hrdina může stavět svůj hrad v různých modifikacích, verbuje jiné bojovníky a používá odlišnou strategii.

### Křižáci
Zde je přehled a charakteristika křižáckých velitelů. Oproti Arabům jsou křižáci více různorodí, protože evropských jednotek je více než arabských. Někteří křižáci jsou schopni využívat arabské žoldnéře.

#### Krysa
Krysa je nejlehčím protivníkem ve hře. Jeho malý hrad neobsahuje téměř žádné věže. Jako jediný soupeř může mít otevřený vstup do hradu pomocí schodů. Vyrábí a útočí jen kopiníky a evropské lučištníky a není schopen používat obléhací stroje ani arabské žoldnéře. Jeho výhodou jsou relativně malé intervaly mezi jednotlivými útoky a pokud je v nepřátelském týmu více Krys, může být hráč pod útokem v jednom kuse. Díky také malé pořizovací ceně svých jednotek je Krysa schopen udržet pohromadě větší množství peněz. Těží jen dřevo a kámen a nestaví žádné stavby, kterými by si zvedal popularitu, či donucovací prostředky, aby jeho lid více pracoval.

#### Had
Hadův je středně silný soupeř známý z minulých dílů Stronghold. Jeho hrad velmi připomíná větší verzi hradu Krysy, obklopenou vodním příkopem. Had je spíše než opravdový soupeř především nebezpečný záškodník, který je schopen využívat v omezené míře arabské žoldnéře, a to arabské lučištníky, střelce z praku a především arabské otroky, které Had vysílá na sebevražedné mise, které ochromí ekonomiku soupeře a srazí ho na kolena. Z křižáckých jednotek vyrábí kopiníky a evropské lučištníky, inženýry a muže s žebříky, je také schopen používat obléhací zbraně, a to katapult. Jeho nebezpečnost spočívá především v jeho zákeřných útocích jeho otroků, proto je nejnebezpečnější v týmu, kde má silnější spojence, kteří ho ochraňují. Jeho frontální útoky, byť za podpory obléhacích zbraní, jsou proti mohutným opevněním takřka bezzubé. Další jeho nevýhodou je, že neudrží pohromadě své peníze. Těží dřevo, kámen, příležitostně dehet (ale jen k prodeji, není schopný jej použít k obraně svého hradu). Stejně jako Krysa nestaví stavby ovlivňující popularitu ani pracovní výkonnost obyvatel.

#### Prase
Další starý známý z předchozích Strongholdů – Prase. Prase se dá soudit jako středně obtížný soupeř. Vyrábí jen evropské vojáky s palcátem a střelce z kuše, čímž má vyvážené vojsko pro útok i obranu. V jeho hradu se už dá najít několik velkých věží, schopných nést obranné stroje. Prase jich ovšem nevyužívá, proto útočníkovy obléhací stroje jsou před obránci v bezpečí. Hrad chrání nízká zeď bez cimbuří, která je snadná k překonání. Není schopný využívat Araby. Těží dřevo, kámen, železo, ze kterého vyrábí zbraně a dehet na prodej. Stejně jako Krysa a Had tak ani Prase nestaví budovy k ovlivnění popularity ani k ovlivnění pracovního tempa svých poddaných.

#### Vlk
Vlk, Lupus, Krásný tesák… nejstrašlivější ze všech lordů ve hře, a taky nejtěžší ze všech ostatních. Obrana jeho hradu využívá vše, co lze použít, tedy pasti s kůly, rozmazaný dehet, připravený spálit útočící vojsko. Staví tři velikosti hradu, které se dají vidět ještě v různých modifikacích, a to lehký, střední a těžký. Lehký hrad má průměrně silné hradby, srovnatelné se Lvím srdcem, či Saladinem. Střední hrad je snad nejtěžší dobýt, má obranu naprosto vyváženou v silnější verzi, než lehký hrad. Achillovou patou těžkého hradu je paradoxně jeho velikost. Hrad je tak velký, že rozmístit jednotky k jeho obraně spolkne spoustu vojáků, peněz, ale hlavně času, proto klíčem k úspěchu zdolat tento hrad je soupeřova rychlost. Vlk verbuje do svého vojska rytíře, halapartníky, evropské lučištníky, střelce s kuší, z Arabů pak arabské lučištníky a lučištníky na koni. Z obléhacích strojů využívá katapulty a obléhací praky, kolem hradu mívá rozmístěny zápalné balisty. Těží dřevo, kámen, železo a dehet. Staví si ve svém městě náboženské stavby a hospody kvůli popularitě a šibenice kvůli výkonnosti svého lidu, je to krutovládce.

#### Lví srdce
Richard Lví srdce je novinkou ve Stronghold Crusader. Patří mezi těžké protivníky. Verbuje evropské lučištníky, halapartny a rytíře a nemůže používat arabské žoldnéře. Jeho hrad je obdélníkového tvaru a na svých velkých věžích mívá balisty a praky, také rád používá techniky s vroucím olejem, což je smrtící zbraň, pokud ji útočník podcení, nebo přehlédne. Jeho nevýhodu je, že nevyrábí střelce s kuší a na svých hradbách a věžích moc lučištníků také nemá (obvykle prak), jeho hlavní obranná linie je až sídlo uvnitř hradu. Těží dřevo, kámen, železo a příležitostně dehet (ale jen na prodej, nepoužívá ho k obraně hradu, podobně jako Had). Ve městě staví náboženské stavby a zahrady kvůli popularitě, zahrady však snižují produktivitu práce jeho poddaných.

#### Král Filip
Král Filip je středně silný protivník, o něco silnější než Had. Nepoužívá arabské žoldáky. Verbuje do svých řad evropské lučištníky, kopiníky, inženýry a rytíře na koních. Z obléhacích strojů používá katapult. Podobně jako útok Hada nebo Krysy se i Filipův útok jeho kopiníků dá celkem snadno odrazit, avšak jeho rytíři na koních jsou velmi odolní a dokáží napáchat velké škody na ekonomice. Jeho hrad se vzhledem podobá hradu Lvího srdce, na věžích mívá zásadně balisty. Těží dřevo, kámen a železo. V hradu si staví náboženské stavby a zahrady, které mu zvyšují popularitu, ale nemá tak velkou produktivitu práce svých dělníků.

#### Císař Bedřich
Fridrich I. Barbarossa je velmi silný soupeř, nejpodobnější Vlkovi ze všech ostatních hrdinů. Jeho hrad je velký s obrannými stroji na vrcholech a vodním příkopem. Verbuje do svého vojska rytíře, halapartníky, evropské lučištníky, střelce s kušemi a rytíře na koních. Na rozdíl o Vlka není schopen najímat arabské žoldnéře. Je celkem slušný hospodář, má vždy k dispozici dost peněz i ostatních zásob. Jeho velkou nevýhodou je malá rychlost v budování armády. Pokud se na něj zaútočí rychle, většinou se neubrání a jeho naditá pokladnice nabízí jeho přemožiteli bohatou kořist. Pokud se mu však dá dost času na vybudování obrany, je jeho dobývání velmi obtížné. Jeho útok se nijak neliší od útoku Vlka či Lvího srdce. Těží dřevo, kámen, dehet a železo. Staví v hradu náboženské stavby a hospody kvůli popularitě, nestaví však zahrady ani šibenice, čímž by nějak ovlivňoval produktivitu práce svých lidí.

#### Šerif
Tento lord je středně těžký protivník, je podobný Praseti. Jeho hrad je rozdělen na sídlo a vlastní město, zatímco sídlo je velmi silně opevněno, město je opevněno slabě. Šerif verbuje jak Araby tak i křižáky, vojáky s palcátem, střelce s kuší a inženýry, z Arabů pak arabské otroky, arabské lučištníky, nájemné vrahy a vrhače ohně. Používá obléhací stroje, především katapult. Těží dřevo, kámen, železo a dehet, který rozmazává kolem svého hradu. Ve městě si staví náboženské stavby a hospody kvůli popularitě, a šibenice kvůli produktivitě práce.

#### Maršál
Maršál je další středně silný, až těžký protivník. Jeho obrana je podobná Králi Filipovi, kdežto útok se neliší od Vlka, Lvího srdce, či Bedřicha. Verbuje si evropské lučištníky, rytíře a rytíře na koních. Maršálův hrad nemá na svých věžích obranné stroje ale mnoho lučištníků. Těží dřevo, kámen a železo.

#### Opat
Opat je zajímavý hrdina, jako jediný v celé hře používá k boji mnichy, a to i jako svou hlavní jednotku. Mniši, kteří se rekrutují k katedrále nejsou nijak silnou, rychlou, ani odolnou
jednotkou, zato jsou výjimečně levní a nevyžadují žádné zbraně, díky tomu Opat je schopen šetřit své peníze. Kromě nich Opat staví už jen evropské lučištníky. Jeho město je poměrně veliké, na věžích nechybí balisty a vodní příkop. To však nevyváží nepřítomnost lepších jednotek a to dělá z Opata velmi lehkého soupeře. Ve městě si staví hlavně náboženské stavby, dále hospody a některé verze jeho hradu mají v ulicích šibenice.

### Arabové
Na rozdíl od křižáků Arabové nemohou používat v boji tolik různých taktik, jako jejich evropské protějšky, především proto, že mají téměř jen jedinou jednotku použitelnou pro frontální útok a to arabského bojovníka. Proto jsou útoky arabských vládců skoro všechny stejné, přesto jsou tu některé aspekty, typické pro každého arabského hrdinu.

#### Sultán
Sultán patří mezi nejlehčí arabské soupeře. Jeho malý hrad je stavěný do kruhu a mívá jednu, dvě, nebo taky žádnou vysokou věž. Verbuje do svého vojska arabské bojovníky, střelce z praku, v omezené míře arabské lučištníky. Sultán je dobrým hospodářem, i přes velkou pořizovací cenu arabské armády i fakt, že nevyrábí žádné jídlo, ale vše musí kupovat si dokáže udržet své peníze. Nepoužívá obléhací stroje. Těží dřevo a kámen. Ve svém hradu si potrpí na zahrady, které mu udržují popularitu, ale snižují produktivitu práce jeho dělníků. Nikdy není schopen zasypat nebo vykopat vodní příkop.

#### Kalíf
Kalíf patří mezi středně silné soupeře, je silnější než Sultán. Kalífová záliba je v ohni, ve svém repertoáru má všechny myslitelné jednotky pracující s ohněm, otroky, vrhače ohně, zápalné balisty, techniky s vroucím olejem, z ostatních jednotek verbuje arabské bojovníky a arabské lučištníky. Jeho hrad je obdélníkového tvaru a mnoha vysokými strážními věžemi, kolem kterého je rozmazán dehet, který Kalífovi dovoluje odrazit zbrklý útok nepřítele. Není dobrým hospodářem, jeho peníze se vždy velmi rychle rozkutálí. Stejně jako Had je i Kalíf nebezpečný díky zákeřným útokům svých otroků. Z obléhacích strojů používá katapult a zápalnou balistu. Těží dřevo, kámen, železo a dehet. Z budov na ovlivnění popularity staví hospody a jinak šibenice.

#### Saladin
Saladin už se zařazuje mezi silné soupeře, srovnatelné se Lvím srdcem, Vlkem, či Bedřichem. Staví si veliký hrad s kruhovými věžemi, kde jsou přítomny balisty a praky. Z arabských jednotek rekrutuje arabské bojovníky, nájemné vrahy, arabské lučištníky, lučištníky na koni, vrhače ohně a v omezené míře otroky, které využívá jen na kopání vodního příkopu. Otroky téměř nepoužívá k boji a jeho útoky Kalífova nebo Hadova stylu jsou velmi vzácné. Těží dřevo, kámen, železo a dehet. Jako jeden z mála arabských pánů vyrábí ze železa meče a štíty, podobně jako křižáčtí hrdinové, není však schopen postavit kasárny, aby evropské vojáky rekrutoval, proto zbraně vyrábí jen k prodeji. Ze staveb ovlivňujících popularitu staví hospody, dále pak zahrady, díky tomu nemá ze svých dělníků velkou produktivitu práce.

#### Emír
Emír je těžký protivník podobný Saladinovi. Jako jediný Arab staví kasárny a rekrutuje evropské lučištníky, z arabských jednotek verbuje arabské lučištníky, arabské bojovníky, lučištníky na koni a vrhače ohně. Jeho hrad je do tvaru osmiúhelníku, který má v rozích velké kruhové věže s praky. Těží dřevo, kámen, železo a dehet. Ve svém hradu má hospody a zahrady, které mu udržují popularitu, ale také snižují pracovní tempo jeho lidu.

#### Wazir
Wazir je těžký soupeř, podobný Saladinovi a svým vzhledem je to Kalífův „bratr“. Má hrad ve tvaru hvězdy s vysokými strážními věžemi a kruhovými věžemi bez obranných nástrojů a okolí hradu je vymazáno dehtem. Verbuje arabské bojovníky, arabské lučištníky, lučištníky na koni, vrhače ohně, inženýry a otroky, které podobně jako Saladin k boji příliš nepoužívá. Ve svém hradu si staví hospody kvůli popularitě, zároveň však má také šibenice, kterými nutí svůj lid, aby více pracoval.

#### Nizar
Nejzvláštnější a nejodlišnější z arabských hrdinů. Jako jediný z nich nepoužívá k boji arabské bojovníky, místo nich má jako hlavní jednotku nájemného vraha. Tato skutečnost z něj dělá jen středně silného soupeře a jeho útoky podobně jako u Hada jsou spíše záškodnického charakteru, i když Nizarovy útoky vás dokáží poměrně překvapit díky tomu, že nájemní vrahové jsou velmi nevypočitatelní. Verbuje arabské lučištníky, nájemné vrahy a otroky. Jeho hrad se o všech ostatních hradu ve hře velmi liší, protože téměř nemá hradby, místo nich Nizar kope kolem svého města veliké vodní příkopy, až se z města stane ostrov spojený s ostatní pevninou jen jednou, či více branami, před které dává často dřevěné pasti. Staví po městě několik strážných vysokých věží, ke kterým vedou samostatné schody. Těží dřevo, kámen, železo a dehet. Ve městě staví hospody a zahrady, které mu udržují popularitu a snižují pracovní nasazení jeho lidu.

## Kampaně
Stejně jako většina RTS her obsahuje i Stronghold crusader množství navzájem propojených kampaní. Odehrávají se během první, druhé a třetí křížové výpravy a popisují i konflikty mezi jednotlivými křižáckými státy.

### První kampaň – Příjezd do Svaté země (Palestiny)
Kampaň sleduje postup první křížové výpravy. Mise jsou velmi různorodé a jsou určeny pro začátečníky a bojuje se s evropskými bojovníky.
- první mise – Nikáia – Napůl bojová a napůl mise zaměřená na ekonomiku. Hráč musí nejprve za pomoci byzantských spojenců dobýt město Nikáiu a poté rozběhnout ekonomiku a nashromáždit 450 zlaťáků. Hráč na začátku útočí s 16 lučištníky a jedním rytířem na koni. Město brání skupinka arabských střelců z praku. Tato mise je určena pro úplné začátečníky.

- druhá mise – Heraclea, cesta na jih – Obranná ekonomická mise, kdy hráč musí nejprve vyrobit vojsko a ubránit usedlost. V pravidelných intervalech se na mapě objeví tři arabští lučištníci na koni a začnou zabíjet obyvatele. Cílem mise je však zprovoznit obilné farmy a začít péct chleba. Když hráč nashromáždí 300 jednotek chleba, vítězí.

- třetí mise – Antiochie, protiútok – Obranná bojová mise, hráč drží bojem poškozené město Antiochie. Hráč musí začít vyrábět obránce a vystačit si přitom s velmi omezenými zdroji. V pravidelných časových intervalech na město celkem třikrát zaútočí arabská armáda a město musí být ubráněno. Když hráč odrazí i třetí útok, vítězí.

- čtvrtá mise – Krak des Chevaliers, obléhání Arqahu – Obranná ekonomická mise. Hráč musí úplně od základů vybudovat hrad Krak des Chevaliers, což otevírá cestu hráčově budovatelské fantazii. V pravidelných časových intervalech se na mapě objeví arabská armáda, která na hrad zaútočí. Cílem mise je založit v oázách chmelnice a začít produkovat pivo, když hráč nashromáždí 50 sudů s pivem, vítězí.

- pátá mise – Jeruzalém, konečný útok – Útočná mise. Hráč má k dispozici skupinu kopiníků, lučištníků, rytířů, dva rytíře na koni a dvě obléhací věže. Cílem mise je dobýt město v časovém limitu, když se mu podaří zabít nepřátelského lorda, vítězí.

### Druhá kampaň – Saladinovo vítězství
Tato kampaň sleduje vojenský postup sultána Saladina. Všechny mise v této kampani jsou útočné a zaměřené na dobývání. Kampaň je určena především na seznámení se s arabskými jednotkami.
- první mise – Damašek, rovnováha sil – Rok 1174, sultán Nur ad-Din zemřel a Saladin přebírá jeho impérium. Ne všechna města se mu však podrobují, Damašek je jedno z měst, které Saladina nepřijímá, proto Saladin vysílá k městu svou armádu. Hráč má k dispozici přes sto arabských střelců z praku, deset arabských lučištníků a jedno beranidlo. Když se hráči podaří zabít všechny nepřátelské jednotky, vyhrává.

- druhá mise – Kerak, Reynaldova zrada – Reynald z Keraku přepadává lodě arabských obchodníků v Rudém moři. Saladin za to oblehne jeho hrad. Hráč má k dispozici skupinu střelců z praku a arabských pěších bojovníků a tři arabské nájemné vrahy. Cílem mise je v časovém limitu proniknout do města a strhnout nepřátelskou katedrálu, když se mu to podaří, vítězí.

- třetí mise – Aleppo – Po vítězství u Keraku Saladin odchází přivést k poslušnosti město Aleppo, které už dlouho vzdoruje jeho moci s pomocí evropských vojáků z Antiochie. Hráč má k dispozici více než sto arabských otroků, skupinu střelců z praku, arabských bojovníků a nájemných vrahů a musí s nimi zdolat dvoje opevnění chránící Aleppo. Cílem mise je zabít nepřátelského lorda a když se mu to podaří, vítězí.

- čtvrtá mise – Hattín, bitva na pahorku. Saladin postupuje k Jeruzalému a křižáci mu táhnou naproti až se Saladinovi podaří Evropany obklíčit v jejich táboře na pahorku Hattínu, kde nejsou zásoby vody. Hráč má k dispozici skupinu lučištníků na koni, střelců z praku, arabských bojovníků a vrhačů ohně. Cílem mise je probít se nepřátelským táborem až k hlavnímu stanu a zabít nepřátelského lorda, když se to hráči podaří, vyhrává.

- pátá mise – Jeruzalém, znovudobytí svatého města – Saladin rozdrtil křižáckou armádu a oblehl Jeruzalém. Hráč má k dispozici několik zápalných balist, otroků, vrhačů ohně, nájemných vrahů, arabských lučištníků a skupinu arabských bojovníků. Město brání velké množství rytířů na koních, kteří postupně najíždějí na obléhatele. Cílem mise je obsadit Jeruzalém a zabít všechny nepřátelské vojáky, když se to hráči podaří, vítězí.

### Třetí kampaň – Královská křížová výprava
Tato kampaň sleduje události po Saladinově dobytí Jeruzaléma a postup evropských králů při třetí křížové výpravě.
- první mise – Hrad Belvoir, zdržovací taktiky – Zdecimované křižácké vojsko začalo z hradu Belvoir útočit na Saladinovy obchodní karavany, aby odvrátilo jeho pozornost od hlavního obranného bodu křižáků Tyru. Jde o bojovou obrannou misi, kdy hráč má ve svých rukou hrad Belvoir a musí ho ubránit před celkem třemi útoky arabských armád. Pokud hráč hrad udrží, vyhrává.

- druhá mise – Tyros, plánování linie – Obránci hradu Belvoir poskytli posádce Tyru dost času na vybudování obrany. Mise ekonomicko-obranného charakteru, hráč musí vybudovat obranu svého hradu a obilné farmy a začít péct chleba. V pravidelných časových intervalech se na mapě objeví velká arabská armáda, která na hrad zaútočí. Když hráč nashromáždí 1500 jednotek chleba, vítězí.

- třetí mise – Konya, Bedrich Barbarossa. Obranná bojová mise. Zatímco evropské krále zaměstnává boj mezi sebou, Bedřich Barbarossa se vydal na výpravu a obsadil město Konya v Anatolii. Hráč drží město Konya a musí ho udržet po dobu tří útoků arabských armád. Pokud hráč město udrží, vyhrává.

- čtvrtá mise – Limassol, dobytí Kypru – Obranná ekonomická mise. Richard Lví srdce dobyl město Limassol na Kypru a vyhnal odsud neoblíbeného řeckého vládce Izáka Komnena. Izák se usadil nedaleko města a začíná podnikat výpady na Limassol. Hráč musí shromáždit 60 brnění a 60 mečů a přitom se bránit útokům, které pravidelně přicházejí. Pokud hráč úkoly splní, vyhrává.

- pátá mise – Jaffa, znovudobytí – Napůl útočná a napůl obranná bojová mise. Křížová výprava se vylodila u města Jaffy a město oblehla. Hráč má k dispozici skupinu vojáků s palcátem, rytířů na koni, rytířů, kopiníků a hlavně skupinu techniků, ale žádné obléhací stroje. Technici a zlato jsou v misi, aby si hráč mohl postavit obléhací stroje dle libosti. Na dobytí města je časový limit. Poté dorazí k městu nepřátelské posily, kterým je třeba se bránit, pokud to hráč dokáže, vítězí.

### Čtvrtá kampaň – Křižácké státy
Tato kampaň nekopíruje přesně historická tažení na Blízký východ. Odehrává se po třetí křížové výpravě a popisuje konflikty mezi jednotlivými křižáckými pány v Levantě. Zdejší mise se od těch předchozích velmi liší, protože ty už nejsou obranné ani zaměřené na ekonomiku, ale skutečné boje mezi hráčem a jeho počítačovými protivníky. Hráč musí vybudovat od základu svůj hrad, začít těžit, rozběhnout ekonomiku a vyrábět vojsko. Na mapě je přítomen hrad soupeře, který začal také od nuly a kterého je nutno zničit. V misích jsou poprvé odblokovány všechny stavby a hráč může bojovat jak s evropskými, tak arabskými jednotkami.
- první mise – Arménské království – Evropští šlechtici vracející se ze třetí křížové výpravy se chtějí usadit. Na územích, které si neprávem přisvojili však jen drancují a loupí. Tato mise se odehrává v Anatolii. Hráč musí opevnit město Chilvan Kale a rozdrtit svého soupeře, kterým je v této misi Krysa, vévoda de Puce.

- druhá mise – Hrabství Edessa – Po rozdrcení Krysy se kampaň přesune do edesského hrabství zastavit nájezdy arabských žoldáků, které financuje vévoda Baueregard. Hráč ovládá město Bira a musí rychle odrážet Hadovy posily, které se na mapě velmi rychle objeví.

- třetí mise – Knížectví Antiochie – Had byl sice zneškodněn, ale spravedlnosti se mu podařilo utéci. Nyní je čas zarazit loupeživé nájezdy dvou Truffových bratří. Tato mise je už obtížnější, protože hráč stojí sám proti dvěma Prasatům.

- čtvrtá mise – Hrabství Tripolis – Následně po zabezpečení situace v Antiochii kampaň zamíří do hrabství Tripolis. Had, který uniká, se zde spojil s Vlkem, vévodou Plachetkou, který jej vzal pod svou ochranu. Mise už patří mezi těžké, protože hráč se musí bránit na dvou frontách, ze západu útočí Vlk a ze severu doráží Had.

- pátá mise – Jeruzalémské království – Had byl již konečně zajat, ale Vlk ze svého obleženého hradu uprchl. Nyní se skrývá ve své pevnosti v jeruzalémském království a je třeba na něm vykonat spravedlnost. K Vlkovi se přidali další tři členové klanu de Puce, takže hráč stojí proti Vlkovi a třem Krysám. Mapa je vytvořena tak, aby hráč při postupu na Vlka musel projít kolem Krys a utkat se s nimi.